# Fëdor Aleksandrovič Emin
Fëdor Aleksandrovič Emin (1735 – 1770) è stato uno scrittore russo di origine turca o armena o ucraina.

## Biografia

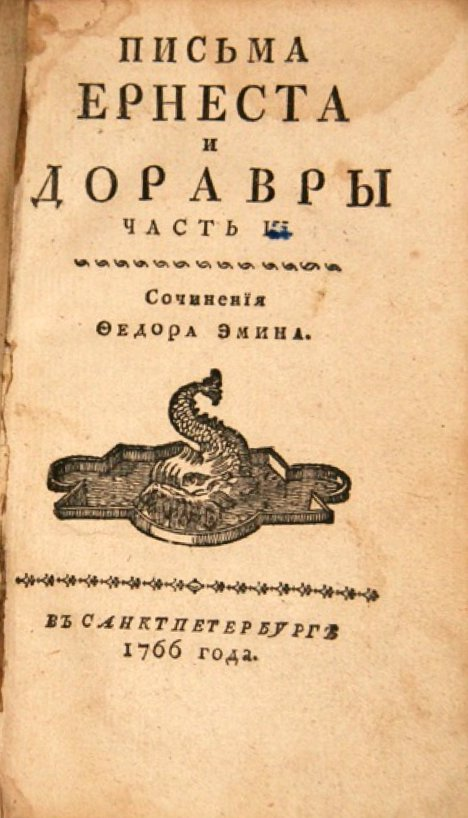
Fëdor Emin Lettere (Pisma) (1766).jpg

Non si hanno notizie precise riguardo alla sua nascita e origine.
Emin comparve in Russia nel 1761, proclamandosi turco, ma vi sono anche vaghe notizie sulla sua nascita in Ucraina, dove a Kiev, avrebbe frequentato l'Accademia ecclesiastica.
Certamente girò l'Europa, l'Asia e l'Africa: fu tra l'altro a Londra al servizio dell'ambasciatore russo.
Come romanziere si dimostrò di una eccezionale produttività in un'epoca in cui la diffusione della narrativa tradotta e d'imitazione (raramente originale) aveva enorme diffusione.
Risultò uno scrittore innovatore per la Russia, in quanto della sua attività fece una professione rimunerata.
Spaziò in tutti i generi, anche non specificamente narrativi come in La via della salvazione (Put' k spaseniju), di trattazione mistica, oppure in Storia russa (Rossijskaja istorija) di genere storico e patriottico.
Tra i suoi romanzi ottennero un buon successo le Lettere di Ernst e Doravra (Pisma Ernesty i Doravry), scritto sotto l'influenza di Jean-Jacques Rousseau, e La Fortuna incostante o le avventure di Miramondo (Nepostojannaja Fortuna ili prikju čenja Miramonda).
Si dedicò anche al giornalismo con la rivista satirica (una delle migliori del tempo) La posta infernale (Adskaja počta).
Scrisse articoli su Voltaire, Jean Baptiste Le Rond d'Alembert e altre personalità europee contemporanee.
Inoltre fu insegnante nel corpo dei cadetti e poi interprete di gabinetto.

## Opere
- La via della salvazione (Put' k spaseniju);
- Storia russa (Rossijskaja istorija);
- Lettere di Ernst e Doravra (Pisma Ernesty i Doravry);
- La Fortuna incostante o le avventure di Miramondo (Nepostojannaja Fortuna ili prikju čenja Miramonda).